# Слуцки, Ирина
Ирина Слуцки (англ. Irina Slutsky) — американская журналистка, пионер в веб-телевидении.

## Биография
Родилась в Казахстане.
В раннем возрасте семья переехала в Нью-Йорк, США; жили в районе Паркчестер (Бронкс).
Английский язык Ирина выучила, живя в Америке.
Окончила школу журналистики в Джорджтаунском университете.